# Kenny und Keith Lucas

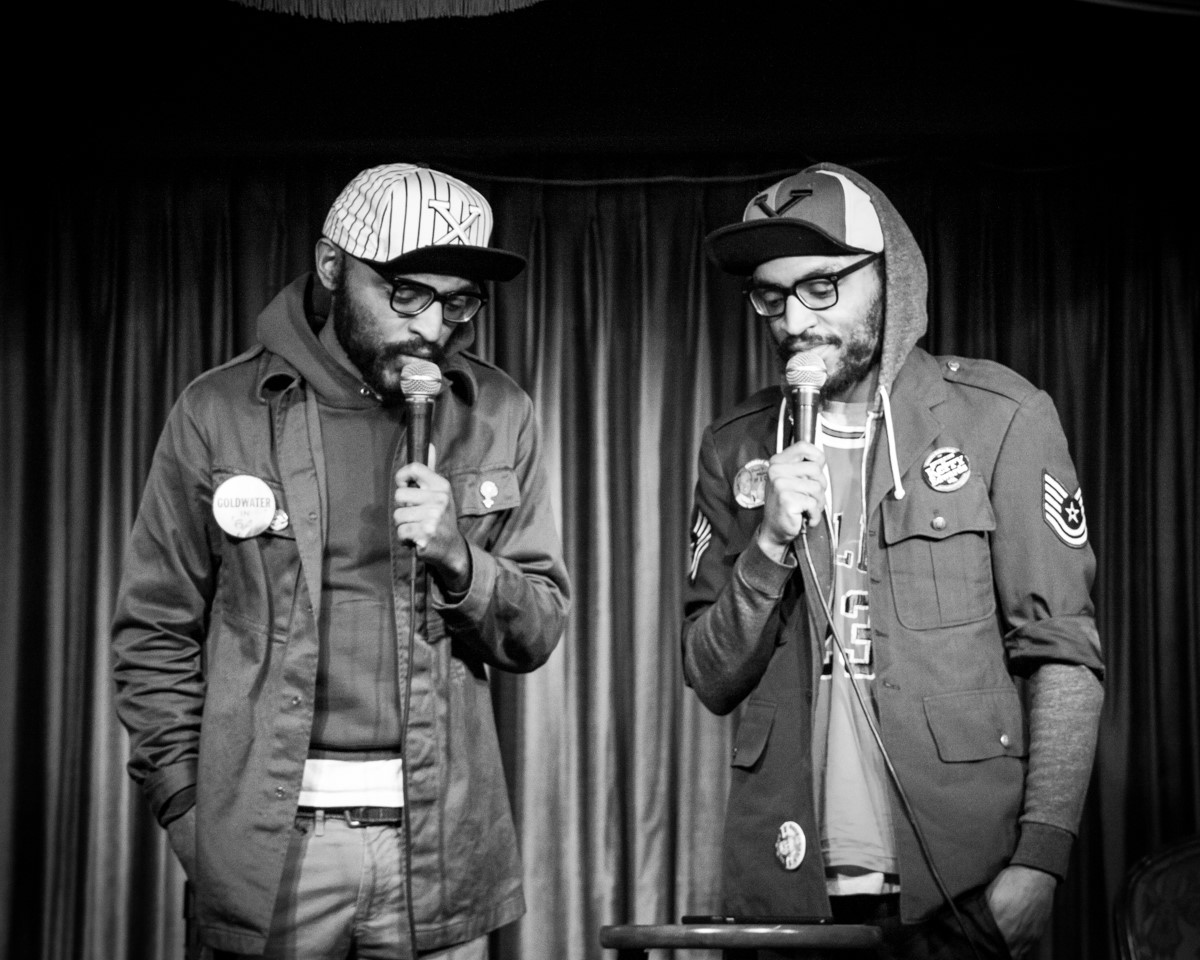
The Lucas Brothers

Kenny Lucas und Keith Lucas (* 20. Jahrhundert in Newark, New Jersey), auch bekannt als The Lucas Brothers, sind US-amerikanische Drehbuchautoren, Schauspieler, Produzenten und Stand-Up-Comedians. Die beiden sind eineiige Zwillinge.

## Leben
Geboren in Newark zogen sie mit ihrer Familie im Alter von sechs oder sieben Jahren nach North Carolina, wo sie die Highschool besuchten. Den Besuch der Law School brachen sie auf Grund von Langeweile ab und begannen, als Stand-up Comedians zu arbeiten.
Ab 2012 waren sie als Comedians in verschiedenen Fernsehformaten zu sehen, seit 2013 treten sie als Schauspieler in Erscheinung. 2013 entwickelten sie die Serie Lucas Bros Moving Co. 2018 waren sie als Autoren an It's Personal with Amy Hoggart beteiligt. Mit Judas and the Black Messiah wurde 2021 ihr erster Spielfilm, an dem sie als Autoren beteiligt sind, veröffentlicht. Hierfür wurden sie gemeinsam mit Will Berson und Shaka King für den Oscar in der Kategorie Bestes Originaldrehbuch nominiert. Hinzu kam jeweils die Nominierung für den Black Reel Award und für den Writers Guild of America Award.
Das Drehbuch zu Judas and the Black Messiah in seiner Ursprungsfassung stammt von Will Berson und wurde von ihnen in Zusammenarbeit mit Berson und Regisseur King überarbeitet, wobei sie auf ein eigenes Drehbuch zum Thema zurückgriffen.